# Larry Wheels
Pour les articles homonymes, voir Wheels.
Larry Williams, né le 3 décembre 1994 dans le Bronx, plus connu sous le pseudonyme de Larry Wheels, est un influenceur fitness et culturiste professionnel américain évoluant au sein de l'IFBB Pro League.

## Biographie
Larry Williams passe une partie de son adolescence à Saint-Martin, avant de revenir à New York, puis de s’installer à Los Angeles.
En tant que powerlifter, Larry Williams établit des records du monde au total (squat, développé couché et soulevé de terre combinés) dans trois catégories de poids. Compétiteur prolifique, il participe également à d'autres disciplines de force, notamment le culturisme, le strongman et le bras de fer, en prenant part à des compétitions professionnelles et amateurs majeures.
Williams parle ouvertement de ses problèmes de dépendance aux stéroïdes anabolisants tout au long de sa carrière, suscitant à la fois le respect et la controverse. Au début de sa carrière, il détaille librement ses pratiques, incluant ses cycles et ses fournisseurs ; plus tard, il exprime ses regrets et évoque les difficultés rencontrées en raison d'une consommation excessive de stéroïdes entamée dès l’adolescence.